# Кузюков, Александр Анатольевич
Александр Анатольевич Кузюков (род. 7 августа 1987, Марьяновка, Омская область) — российский фехтовальщик, занимающийся паралимпийским фехтованием и участвующий в соревнованиях международного уровня. Двукратный паралимпийский чемпион, трёхкратный чемпион мира, трёхкратный чемпион Европы, 23-кратный чемпион России. Заслуженный мастер спорта России.

## Биография
Родился в 1987 году в рабочем посёлке Марьяновка Омской области. В детстве занимался бегом, плаванием и баскетболом. В восемнадцать лет получил производственную травму на строительной площадке. Получил компрессионный перелом позвоночника и потерял способность использовать ноги. После травмы принял решение заниматься паралимпийским фехтованием (фехтование сидя), такая секция была создана в Омске. Тренером спортсмена стал Валерий Петрович Пуртов.
Высшее образование получил в Сибирском автомобильно-дорожном институте, после этого окончил Сибирскую государственную академию физической культуры и спорта (факультет по специальности «Тренер-преподаватель физической культуры и спорта»).
Трёхкратный чемпион мира: Будапешт (2013), Рим (2017), Чонджу (2019). Трёхкратный чемпион Европы.
В 2021 году прошёл отбор на Паралимпийские игры 2021 года в Токио. На играх в индивидуальных соревнованиях выиграл все поединки, победив по ходу турнира трёх предыдущих паралимпийских чемпионов, и стал чемпионом Паралимпийских игр. Через два дня завоевал золото в составе команды российских шпажистов, которые в финальном поединке победили оппонентов из Китая.
В 2024 году являлся доверенным лицом кандидата в президенты России Владимира Путина.